# Nacon
Nacon, llamada inicialmente Bigben Interactive SA, es una empresa francesa establecida en 1981, que diseña y distribuye accesorios para videojuegos y teléfonos móviles, también distribuye electrónica de consumo y publica y distribuye software para videojuegos.
Con sede en Lesquin, en el norte de Francia, los principales mercados de la empresa se encuentran en Francia, Alemania y Benelux.

## Juegos publicados
| Juego                                         | Lanzamiento              | Desarrollador                             | Plataforma (s)                                                                              |
| --------------------------------------------- | ------------------------ | ----------------------------------------- | ------------------------------------------------------------------------------------------- |
| Centre Court Tennis                           | 1999                     | Hudson Soft                               | Nintendo 64                                                                                 |
| Savage Skies                                  | 2 de abril de 2002       | iRock Interactive                         | Microsoft Windows, PlayStation 2, Xbox                                                      |
| Horce Racing Manager                          | 4 de abril de 2003       | Cyanide                                   | Microsoft Windows                                                                           |
| Space Invaders: Invasion Day                  | 5 de septiembre de 2003  | Taito Corporation                         | PlayStation 2                                                                               |
| Dance: UK                                     | 3 de octubre de 2003     | Broadsword Interactive                    | Xbox, PlayStation, PlayStation 2                                                            |
| Lethal Skies II                               | 5 de marzo de 2005       | Asmik Ace Entertainment                   | PlayStation 2                                                                               |
| Dance: UK eXtra Trax                          | 23 de abril de 2004      | Broadsword Interactive                    | PlayStation, PlayStation 2                                                                  |
| Cocoto Platform Jumper                        | 2 de julio de 2004       | Neko Entertainment                        | PlayStation 2, GameCube, GBA                                                                |
| Mouse Trophy                                  | 3 de diciembre de 2004   | Neko Entertainment                        | PlayStation 2                                                                               |
| Cocoto Kart Racer                             | 1 de enero de 2005       | Neko Entertainment                        | PlayStation 2, GameCube, Nintendo DS                                                        |
| Legend of Kay                                 | 4 de marzo de 2005       | Neon Studios                              | PlayStation 2                                                                               |
| Dance: UK XL Party                            | 30 de septiembre de 2005 | Broadsword Interactive                    | PlayStation 2                                                                               |
| Cocoto Fishing Master                         | 25 de diciembre de 2005  | Neko Entertainment                        | PlayStation 2, GameCube, Wii                                                                |
| Cocoto Funfair                                | 7 de abril de 2006       | Neko Entertainment                        | PlayStation 2, GameCube                                                                     |
| David Douillet Judo                           | 2 de octubre de 2006     | 10tacle Studios                           | Microsoft Windows, PlayStation 2, GameCube, Xbox                                            |
| Cocoto Tennis Master                          | 31 de diciembre de 2006  | Neko Entertainment                        | PlayStation 2                                                                               |
| Petanque Pro                                  | 23 de marzo de 2007      | Mere Mortals                              | Microsoft Windows, PlayStation 2, Wii                                                       |
| Barnyard Blast: Swine of the Night            | 15 de febrero de 2008    | Sanuk Games                               | DS                                                                                          |
| My Exotic Farm                                | 3 de abril de 2008       | BiP Media Merscom LLC                     | Nintendo 3DS                                                                                |
| Dokapon Kingdom                               | 14 de octubre de 2008    | Sting                                     | PlayStation 2, Wii                                                                          |
| Cocoto Platform Jumper                        | 27 de abril de 2009      | Neko Entertainment                        | Microsoft Windows, Wii                                                                      |
| Spot the Differences!                         | 2 de octubre de 2009     | Sanuk Games                               | iOS, PlayStation Portable, Wii, DS                                                          |
| Maestro! Jump in Music                        | 30 de noviembre de 2009  | Pasta Games                               | DS                                                                                          |
| Mots Croises                                  | 26 de febrero de 2010    | Bigben Interactive                        | iOS, PlayStation Portable, DS                                                               |
| My Body Coach                                 | 23 de abril de 2010      | Neko Entertainment                        | Wii                                                                                         |
| Petanque Master                               | 23 de julio de 2010      | Mere Mortals                              | Wii                                                                                         |
| Pucca Noodle Rush                             | 3 de febrero de 2011     | VOOZ CO.,LTD                              | iOS                                                                                         |
| Pucca's Kisses Game                           | 14 de febrero de 2011    | Bigben Interactive                        | Wii                                                                                         |
| Pucca's Race for Kisses                       | 27 de mayo de 2001       | Neko Entertainment                        | Wii                                                                                         |
| Brick Breaker                                 | 21 de junio de 2011      | Bigben Interactive                        | PlayStation Portable                                                                        |
| Labyrinth                                     | 21 de junio de 2011      | Bigben Interactive                        | PlayStation Portable                                                                        |
| Solitaire                                     | 21 de junio de 2011      | Bigben Interactive                        | PlayStation Portable                                                                        |
| Cyberbike                                     | 28 de junio de 2011      | Eko Software                              | Wii                                                                                         |
| Gunslingers                                   | 28 de junio de 2011      | Neko Entertainment                        | Wii                                                                                         |
| Tetromino                                     | 28 de junio de 2011      | Bigben Interactive                        | PlayStation Portable, PlayStation Vita                                                      |
| Pinball Hall of Fame: The Williams Collection | 3 de octubre de 2011     | Farsight Studios                          | 3DS                                                                                         |
| Spaghetti Western Shooter                     | 17 de noviembre de 2011  | Bigben Interactive                        | Wii                                                                                         |
| Cocoto Kart Racer 2                           | 30 de noviembre de 2011  | Neko Entertainment                        | Wii                                                                                         |
| Obut Petanque                                 | 15 de diciembre de 2011  | Kylotonn Entertainment                    | PlayStation 3, Xbox 360                                                                     |
| Fireburst                                     | 25 de abril de 2012      | exDream                                   | Microsoft Windows, Xbox 360                                                                 |
| Bella Sara: The Magical Horse Adventures      | 8 de junio de 2012       | Eko Software                              | 3DS                                                                                         |
| Obut Petanque 2                               | 14 de noviembre de 2012  | Kylotonn Entertainment                    | PlayStation 3, Xbox 360                                                                     |
| Judge Dee: The City God Case                  | 11 de diciembre de 2012  | BiP Media                                 | Microsoft Windows, PlayStation 3, MacOS, Android                                            |
| Cocoto: Alien Brick Breaker                   | 24 de enero de 2013      | Bigben Interactive                        | 3DS                                                                                         |
| Viking Invasion 2: Tower Defense              | 21 de febrero de 2013    | BiP Media                                 | 3DS                                                                                         |
| Hunter's Trophy 2 - Europa                    | 25 de marzo de 2013      | Bigben Interactive Kylotonn Entertainment | Microsoft Windows, PlayStation 3, Xbox 360                                                  |
| Hunter's Trophy 2 - America                   | 19 de abril de 2013      | Bigben Interactive Kylotonn Entertainment | Microsoft Windows, PlayStation 3, Xbox 360                                                  |
| Hunter's Trophy 2 - Australia                 | 22 de abril de 2013      | Bigben Interactive Kylotonn Entertainment | Microsoft Windows, PlayStation 3, Xbox 360                                                  |
| I Love My Pets                                | 19 de junio de 2013      | Bigben Interactive                        | 3DS                                                                                         |
| MotoGP 13                                     | 20 de junio de 2013      | Milestone S.r.l.                          | Microsoft Windows, PlayStation 3, PlayStation Vita, Xbox 360                                |
| Games Festival 1                              | 12 de julio de 2013      | Neopica                                   | 3DS                                                                                         |
| My Farm 3D                                    | 1 de agosto de 2013      | BiP Media                                 | 3DS                                                                                         |
| Games Festival 2                              | 27 de septiembre de 2013 | Neopica                                   | 3DS                                                                                         |
| Truck Racer                                   | 16 de octubre de 2013    | Kylotonn Entertainment                    | Microsoft Windows, PlayStation 3, Xbox 360                                                  |
| WRC 4 FIA World Rally Championship            | 25 de octubre de 2013    | Milestone S.r.l.                          | Microsoft Windows, PlayStation 2, PlayStation 3, PlayStation Vita, Xbox 360                 |
| Animal Hospital                               | 31 de octubre de 2013    | Neopica                                   | 3DS                                                                                         |
| Bella Sara 2: The Magic of Drasilmare         | 22 de noviembre de 2013  | Eko Software                              | 3DS                                                                                         |
| Cocoto Magic Circus 2                         | 26 de diciembre de 2013  | Neko Entertainment                        | Wii U                                                                                       |
| IHF Handball Challenge 14                     | 28 de marzo de 2014      | Neutron Games                             | Microsoft Windows, PlayStation 3, Xbox 360                                                  |
| Candy Match 3                                 | 15 de mayo de 2014       | Sanuk Games                               | 3DS                                                                                         |
| Hello Kitty: Happy Happy Family               | 26 de septiembre de 2014 | Compile Heart                             | 3DS                                                                                         |
| Best of Board Games                           | 14 de octubre de 2014    | Eko Software Bigben Interactive           | PlayStation 3, PlayStation Vita, 3DS                                                        |
| Survivor: Heroes                              | 16 de octubre de 2014    | Bigben Interactive                        | 3DS                                                                                         |
| Rugby 15                                      | 20 de noviembre de 2014  | HB Studios                                | Microsoft Windows, PlayStation 3, PlayStation 4, PlayStation Vita, Xbox 360, Xbox One       |
| Motorcycle Club                               | 28 de noviembre de 2014  | Kylotonn Entertainment                    | Microsoft Windows, PlayStation 3, PlayStation 4, Xbox 360, Xbox One                         |
| I Love My Little Boy                          | 11 de diciembre de 2014  | Neopica                                   | 3DS                                                                                         |
| I Love My Little Girl                         | 11 de diciembre de 2014  | Neopica                                   | 3DS                                                                                         |
| Asterix: The Mansions of the Gods             | 18 de diciembre de 2014  | Neopica                                   | 3DS                                                                                         |
| I Love My Horse                               | 18 de diciembre de 2014  | Neopica                                   | 3DS                                                                                         |
| WRC: FIA World Rally Championship             | 15 de enero de 2015      | Eko Software                              | Microsoft Windows, PlayStation 3, Xbox 360, 3DS                                             |
| Best of Arcade Games                          | 20 de enero de 2015      | Eko Software                              | PlayStation 3, PlayStation Vita, 3DS                                                        |
| Flap Flap                                     | 19 de febrero de 2015    | Sanuk Games                               | 3DS                                                                                         |
| Best of Casual Games                          | 5 de marzo de 2015       | Bigben Interactive                        | 3DS                                                                                         |
| Hollywood Fame: Hidden Object Adventure       | 5 de marzo de 2015       | Bigben Interactive                        | 3DS                                                                                         |
| Shanghai Mahjong                              | 12 de marzo de 2015      | Sanuk Games                               | 3DS                                                                                         |
| Snipers                                       | 12 de marzo de 2015      | Bigben Interactive                        | PlayStation 3, Xbox 360                                                                     |
| Navy Commander                                | 19 de marzo de 2015      | Sanuk Games                               | 3DS                                                                                         |
| My Body Coach 3                               | 20 de marzo de 2015      | Kylotonn Entertainment                    | Xbox 360                                                                                    |
| Jet Dog                                       | 26 de marzo de 2015      | Sanuk Games                               | 3DS                                                                                         |
| MotoGP 15                                     | 24 de junio de 2015      | Milestone S.r.l.                          | Microsoft Windows, PlayStation 3, PlayStation 4, Xbox 360, Xbox One                         |
| I Love My Dogs                                | 16 de julio de 2015      | Neopica                                   | 3DS                                                                                         |
| I Love My Cats                                | 23 de julio de 2015      | Neopica                                   | 3DS                                                                                         |
| Rugby World Cup 2015                          | 4 de septiembre de 2015  | HB Studios                                | Microsoft Windows, PlayStation 3, PlayStation 4, PlayStation Vita, Xbox 360, Xbox One       |
| WRC 5 FIA World Rally Championship            | 9 de octubre de 2015     | Kylotonn                                  | Microsoft Windows, PlayStation 3, PlayStation 4, PlayStation Vita, Xbox 360, Xbox One       |
| I Love My Pony                                | 20 de noviembre de 2015  | Neopica                                   | 3DS                                                                                         |
| Handball 16                                   | 27 de noviembre de 2015  | Eko Software                              | Microsoft Windows, PlayStation 3, PlayStation 4, PlayStation Vita, Xbox 360, Xbox One       |
| Tetromino                                     | 8 de marzo de 2016       | Sanuk Games                               | PlayStation 4, Xbox One, Wii U                                                              |
| Brick Breaker                                 | 26 de abril de 2016      | Sanuk Games                               | PlayStation 4, Xbox One, Wii U                                                              |
| Sherlock Holmes: The Devil's Daughter         | 10 de junio de 2016      | Frogwares                                 | Microsoft Windows, PlayStation 4, Xbox One                                                  |
| Mahjong                                       | 30 de agosto de 2016     | Sanuk Games                               | PlayStation 4, Xbox One, Wii U                                                              |
| WRC 6 FIA World Rally Championship            | 7 de octubre de 2016     | Kylotonn                                  | Microsoft Windows, PlayStation 4, Xbox One                                                  |
| Solitaire                                     | 11 de octubre de 2016    | Sanuk Games                               | PlayStation 4, Xbox One, Wii U                                                              |
| Handball 17                                   | 11 de noviembre de 2016  | Eko Software                              | Microsoft Windows, PlayStation 3, PlayStation 4, Xbox One                                   |
| The Voice                                     | 25 de noviembre de 2016  | Eko Software                              | PlayStation 4, Xbox One, Wii                                                                |
| 2Dark                                         | 10 de marzo de 2017      | Gloomywood                                | Microsoft Windows, Xbox One, PlayStation 4                                                  |
| FlatOut 4: Total Insanity                     | 17 de marzo de 2017      | Kylotonn                                  | Microsoft Windows, Xbox One, PlayStation 4                                                  |
| Hunting Simulator                             | 11 de julio de 2017      | Neopica                                   | Microsoft Windows, Xbox One, PlayStation 4, Nintendo Switch                                 |
| WRC 7 FIA World Rally Championship            | 15 de septiembre de 2017 | Kylotonn                                  | Microsoft Windows, Xbox One, PlayStation 4                                                  |
| Rugby 18                                      | 27 de octubre de 2017    | Eko Software                              | Microsoft Windows, Xbox One, PlayStation 4                                                  |
| Aqua Moto Racing Utopia                       | 24 de noviembre de 2017  | Zordix                                    | Nintendo Switch                                                                             |
| Snow Moto Racing Freedom                      | 24 de noviembre de 2017  | Zordix                                    | Nintendo Switch                                                                             |
| Outcast: Second Contact                       | 28 de noviembre de 2017  | Appeal Studios                            | Microsoft Windows, Xbox One, PlayStation 4                                                  |
| Premium Pool Arena                            | 20 de febrero de 2018    | Iceflake Studios                          | Xbox One, PlayStation 4, Nintendo Switch                                                    |
| Isle of Man TT: Ride on the Edge              | 13 de marzo de 2018      | Kylotonn                                  | Microsoft Windows, Xbox One, PlayStation 4, Nintendo Switch                                 |
| Tennis World Tour                             | 22 de mayo de 2018       | Breakpoint Studio                         | Microsoft Windows, Xbox One, PlayStation 4, Nintendo Switch                                 |
| Warhammer 40,000: Inquisitor - Martyr         | 23 de agosto de 2018     | NeocoreGames                              | Xbox One, PlayStation 4                                                                     |
| V-Rally 4                                     | 7 de septiembre de 2018  | Kylotonn                                  | Microsoft Windows, Xbox One, PlayStation 4, Nintendo Switch                                 |
| My Little Riding Champion                     | 29 de noviembre de 2018  | Caipirinha Games                          | Xbox One, PlayStation 4, Nintendo Switch                                                    |
| Pro Fishing Simulator                         | 5 de febrero de 2019     | Sanuk Games                               | Microsoft Windows, Xbox One, PlayStation 4                                                  |
| Spike Volleyball                              | 5 de febrero de 2019     | Black Sheep Studio                        | Microsoft Windows, Xbox One, PlayStation 4                                                  |
| Warhammer: Chaosbane                          | 31 de mayo de 2019       | Eko Software                              | Xbox One, PlayStation 4                                                                     |
| Pro Cycling Manager Season 2019               | 27 de junio de 2019      | Cyanide Studio                            | Microsoft Windows                                                                           |
| The Sinking City                              | 27 de junio de 2019      | Frogwares                                 | Microsoft Windows, Xbox One, PlayStation 4                                                  |
| Tour de France: Season 2019                   | 2 de julio de 2019       | Cyanide Studio                            | Xbox One, PlayStation 4                                                                     |
| Blood Bowl: Death Zone                        | 10 de julio de 2019      | Cyanide Studio                            | Microsoft Windows                                                                           |
| FIA European Truck Racing Championship        | 18 de julio de 2019      | N-Racing                                  | Microsoft Windows, Xbox One, PlayStation 4, Nintendo Switch                                 |
| WRC 8                                         | 10 de septiembre de 2019 | Kylotonn                                  | Microsoft Windows, Xbox One, PlayStation 4, Nintendo Switch                                 |
| The Fisherman: Fishing Planet                 | 17 de octubre de 2019    | Fishing Planet                            | Microsoft Windows, Xbox One, PlayStation 4                                                  |
| Bee Simulator                                 | 14 de noviembre de 2019  | VARSAV Game Studios / Anshar Studios      | Microsoft Windows, Xbox One, PlayStation 4, Nintendo Switch                                 |
| The Unicorn Princess                          | 14 de noviembre de 2019  | Caipirinha Games                          | Xbox One, PlayStation 4, Nintendo Switch                                                    |
| AO Tennis 2                                   | 9 de enero de 2020       | Big Ant Studios                           | Microsoft Windows, Xbox One, PlayStation 4, Nintendo Switch                                 |
| Rugby 20                                      | 23 de enero de 2020      | Eko Software                              | Microsoft Windows, Xbox One, PlayStation 4                                                  |
| Overpass                                      | 27 de febrero de 2020    | Zordix                                    | Microsoft Windows, Xbox One, PlayStation 4, Nintendo Switch                                 |
| Isle of Man TT: Ride on the Edge 2            | 19 de marzo de 2020      | Kylotonn                                  | Microsoft Windows, Xbox One, PlayStation 4, Nintendo Switch                                 |
| Pro Cycling Manager 2020                      | 4 de junio de 2020       | Cyanide Studio                            | Microsoft Windows                                                                           |
| Tour de France 2020                           | 4 de junio de 2020       | Cyanide Studio                            | Microsoft Windows, Xbox One, PlayStation 4                                                  |
| Hunting Simulator 2                           | 16 de julio de 2020      | Neopica                                   | Microsoft Windows, Xbox One, Xbox Series X/S, PlayStation 4, PlayStation 5, Nintendo Switch |
| WRC 9                                         | 3 de septiembre de 2020  | Kylotonn                                  | Microsoft Windows, Xbox One, Xbox Series X/S, PlayStation 4, PlayStation 5, Nintendo Switch |
| Test Drive Unlimited Solar Crown              | TBA                      | TBA                                       | TBA                                                                                         |